# Il gatto nero (film 1989)
Il gatto nero è un film italiano del 1989 diretto da Luigi Cozzi.
È conosciuto anche come Black Cat, il gatto nero: de Profundis e Demons 6: Armageddon. Nonostante il titolo, non ha alcun legame con l'omonimo racconto di Edgar Allan Poe. 

## Trama
Il regista Marc sta cercando di girare un film ispirato al romanzo Suspiria de Profundis di Thomas De Quincey. La sua compagna Anne dovrebbe interpretare la terribile strega Levana, ma quest'ultima non gradisce e ritorna in vita a perseguitare la coppia.

## Distribuzione
Il film non è mai stato doppiato in italiano, e non è mai stato distribuito nelle sale italiane. In tempi più recenti è uscito in Italia in dvd e blu-ray recuperando il titolo originale "De Profundis".